# Mariano Díaz Mejía
Mariano Díaz Mejía (sinh ngày 1 tháng 8 năm 1993), hay đơn giản gọi là Mariano, là một cầu thủ bóng đá chuyên nghiệp mang 2 quốc tịch Cộng hòa Dominica và Tây Ban Nha hiện đang chơi cho câu lạc bộ Alavés tại La Liga. Sinh ra tại Tây Ban Nha, anh chơi cho đội tuyển quốc gia Cộng hòa Dominica.
Ngay sau khi ra mắt cho Badalona vào năm 2011, Mariano gia nhập Real Madrid, nơi anh chơi cho Real Madrid C và sau đó là đội dự bị , nơi anh ấy là vua phá lưới ở Segunda División B 2015–16. Sau đó, anh bắt đầu chơi cho đội một và là một phần trong đội hình của họ đã vô địch La Liga, UEFA Champions League và FIFA Club World Cup trong mùa giải 2016–17. Sau đó anh được câu lạc bộ Ligue 1 Olympique Lyonnais ký hợp đồng nhưng trở lại Madrid một năm sau đó.
Mariano sinh ra ở Tây Ban Nha với cha là người Tây Ban Nha và mẹ là người Cộng hòa Dominica. Anh ấy đã chơi và ghi bàn trong một trận giao hữu cho Đội tuyển quốc gia Cộng hòa Dominica vào năm 2013. Sau đó anh ấy giã từ đội tuyển Cộng hòa Dominica với hy vọng đại diện cho Tây Ban Nha.

## Sự nghiệp câu lạc bộ

### Bắt đầu sự nghiệp
Sinh ra ở Premià de Mar, Barcelona, Catalonia, Mariano bắt đầu sự nghiệp trẻ của mình với đội bóng địa phương RCD Espanyol, và thi đấu cho đội bóng hạng thấp CE Premià và Fundació Sánchez Llibre. Năm 2009, anh gia nhập CF Badalona và ra mắt cấp cao vào ngày 21 tháng 8 năm 2011, thay thế Iñaki Goikoetxea trong 21 phút cuối cùng sau trận thua 0-0 trước CD Teruel ở Segunda División B mùa giải 2011–12; anh ấy đã có thêm hai lần ra sân từ băng ghế dự bị. Vào ngày 31, anh đá trận đầu tiên, chơi toàn bộ trận thua 3–1 trước RB Linense ở của mùa giải Copa del Rey.

### Real Madrid

#### Đội trẻ và đội Castilla
Ngay sau đó, Mariano ký hợp đồng với Real Madrid, trở lại bóng đá trẻ. Vào tháng 8 năm 2012, anh được thăng hạng lên C-team của đội Madrilenian cũng ở cấp độ thứ ba. Anh đá chính trong mùa thứ hai ở đó, ghi 15 bàn sau 26 trận, bao gồm một hat-trick vào ngày 22 tháng 12 năm 2013 trong chiến thắng 5–2 trên sân nhà trước Sestao River Club. Ngày 18 tháng 1 tiếp theo, Mariano có trận ra mắt chuyên nghiệp tại Estadio Alfredo Di Stéfano, xuất hiện cùng đội dự bị trong trận thua 1-2 trước Sporting de Gijón ở Segunda División; anh ấy vào sân trong năm phút cuối cùng thay cho Raúl de Tomás.
Trong mùa giải 2014–15, khi đội Real Madrid Castilla hiện ở hạng ba, Mariano được thăng hạng vô thời hạn vào đội. Anh ấy đã ra sân 10 lần, 6 lần vào sân từ băng ghế dự bị và ghi 5 bàn. Vào ngày 29 tháng 3, anh lại vào sân muộn ở vị trí của De Tomás và ghi hai bàn để ấn định chiến thắng 5–1 trên sân nhà trước UD Las Palmas B, trong khi một tuần sau, anh ấy được khởi đầu ở mức thấp UB Conquense và bị đánh bại cả hai bàn thắng đều diễn ra trong khoảng thời gian bảy phút. Vào ngày 24 Tháng 10 năm 2015, Mariano ghi tất cả bàn thắng cho đội của mình trong chiến thắng 3–1 trên sân nhà trước UD Socuéllamos, và lặp lại điều này vào ngày 8 tháng 11 trong chiến thắng 3–2 trước CF Fuenlabrada. Ngày 17 tháng 4 tiếp theo, anh ghi cú ăn ba thứ ba trong mùa giải, ghi tất cả các bàn thắng – hai quả phạt đền – trong chiến thắng trên sân nhà trước SD Gernika Club đưa Castilla lên dẫn đầu. Anh ấy ghi bàn thắng thứ 25 trong mùa giải trong chiến thắng 6–1 trước La Roda CF vào ngày cuối cùng của mùa giải, giúp anh trở thành cầu thủ ghi bàn hàng đầu của mùa giải và giành chiến thắng trong nhóm trước Barakaldo CF.

#### 2016–17: Được vào đội một
Mariano chính thức được HLV Zinedine Zidane đôn lên đội chính vào ngày 20 tháng 8 năm 2016, sau chấn thương lưng của tiền đạo Karim Benzema. Một tuần sau, Mariano ra mắt trong chiến thắng 2-1 trước Celta de Vigo, thay thế cho Álvaro Morata ở phút 77. Vào ngày 26 tháng 10, một lần nữa, từ băng ghế dự bị, anh ghi bàn thắng đầu tiên cho  Merengues  để ấn định tỷ số 7–1 giành chiến thắng tại Cultural y Deportiva Leonesa ở Copa del Rey. Trong trận lượt về, anh ấy đã đội thêm một chiếc mũ- thủ thuật để giành chiến thắng chung cuộc 13–2, trong đó có bàn thắng ở giây thứ 23, đây là bàn thắng nhanh nhất của đội anh ấy trong giải đấu. Mariano ghi bàn đầu tiên bàn thắng đỉnh cao vào ngày 10 tháng 12, gỡ hòa trong chiến thắng lội ngược dòng 3–2 trên sân nhà trước Deportivo de La Coruña. Cuối tháng đó, anh ấy là một phần của đội đã vô địch 2016 FIFA Club World Cup ở Nhật Bản, nhưng không xuất hiện trong một trong các trận đấu của Real Madrid. Mariano đã có 8 lần ra sân khi Madrid giành chức vô địch La Liga 2016–17. Anh ấy là dự bị khi Madrid vô địch UEFA Champions League 2016–17 .

### Lyon
Vào ngày 30 tháng 6 năm 2017, Mariano ký hợp đồng với Olympique Lyonnais. Khoản phí được báo cáo là 8 triệu euro cộng với 35% tiền lãi từ khoản lãi vốn của một vụ chuyển nhượng tiềm năng trong tương lai. Anh ra mắt vào ngày 5 tháng 8 trong trận đấu đầu tiên của mùa giải 2017–18 trước Strasbourg, ghi hai bàn trong chiến thắng 4–0 trên sân nhà. Anh ấy đã ghi tổng cộng 18 bàn thắng trong mùa giải, tạo thành bộ ba tấn công sung mãn cùng với Memphis Depay và Nabil Fekir (lần lượt là 19 và 18 bàn).

### Trở lại Real Madrid
Vào ngày 29 tháng 8 năm 2018, Real Madrid thông báo họ đã ký hợp đồng với Mariano có thời hạn 5 năm. Vì câu lạc bộ Tây Ban Nha đã sở hữu 35% quyền thi đấu của anh ấy nên mức phí đã giảm xuống còn 23 million. Anh được trao chiếc áo số 7 mà Cristiano Ronaldo để lại. Trận ra mắt thứ hai của anh ấy là vào ngày 19 tháng 9, vào sân thay người ở phút thứ 73 trong trận đấu với Roma trong trận đấu đầu tiên của vòng bảng 2018–19 UEFA Champions League, và anh ấy đã ghi bàn thắng cuối cùng ấn định chiến thắng 3–0 bằng một cú sút cong từ bên ngoài khu vực phạt đền. Vào ngày 1 tháng 3 năm 2020, chỉ sau một phút vào sân từ băng ghế dự bị trong lần ra sân đầu tiên trong mùa giải, anh ấy đã nhân đôi cách biệt Real Madrid dẫn trước trong chiến thắng 2–0 trước FC Barcelona ở phút 90. Anh ấy đã ra sân 5 lần trong mùa giải giải đấu, khi Real Madrid vô địch 2019–20 La Liga. Vào tháng 7 năm 2020, Mariano có kết quả xét nghiệm dương tính với Covid-19.
Vào ngày 3 tháng 6 năm 2023, Real Madrid thông báo rằng Mariano sẽ rời câu lạc bộ khi hết hạn hợp đồng vào ngày 30 tháng 6 năm 2023.

### Sevilla
Vào ngày 1 tháng 9 năm 2023, Díaz chính thức ký hợp đồng với câu lạc bộ Sevilla theo dạng chuyển nhượng tự do.

## Sự nghiệp quốc tế
Mariano đủ điều kiện để tham gia Đội tuyển bóng đá quốc gia Cộng hòa Dominica thông qua mẹ anh, một người gốc San Juan de la Maguana. Anh ấy ra mắt quốc tế vào ngày 24 tháng 3 năm 2013 trong một trận đấu giao hữu trước người hàng xóm Haiti và ghi bàn thắng cuối cùng ấn định chiến thắng 3–1. Sau đó, anh ấy từ giã đội tuyển quốc gia để tập trung vào sự nghiệp của mình tại Real Madrid và cũng tránh được cap-tied với Cộng hòa Dominica, do có thể được triệu tập vào đội tuyển quốc gia Tây Ban Nha. Vào tháng 12 năm 2017, huấn luyện viên người Tây Ban Nha Julen Lopetegui cho biết ông đang theo dõi Mariano trong một cuộc gọi.

## Thống kê sự nghiệp

### Câu lạc bộ
Tính đến trận đấu ngày 26 tháng 5 năm 2024
| Câu lạc bộ           | Giải đấu                  | Mùa giải                  | Mùa giải | Mùa giải | Cúp quốc gia | Cúp quốc gia | Châu lục | Châu lục | Khác | Khác | Tổng cộng | Tổng cộng |
| Câu lạc bộ           | Giải đấu                  | Hạng đấu                  | Trận     | Bàn      | Trận         | Bàn          | Trận     | Bàn      | Trận | Bàn  | Trận      | Bàn       |
| -------------------- | ------------------------- | ------------------------- | -------- | -------- | ------------ | ------------ | -------- | -------- | ---- | ---- | --------- | --------- |
| Badalona             | 2011–12                   | Segunda División B        | 3        | 0        | 1            | 1            | —        | —        | —    | —    | 4         | 1         |
| Real Madrid C        | 2012–13                   | Segunda División B        | 20       | 3        | —            | —            | —        | —        | —    | —    | 20        | 3         |
| Real Madrid C        | 2013–14                   | Segunda División B        | 26       | 15       | —            | —            | —        | —        | —    | —    | 26        | 15        |
| Real Madrid C        | Tổng cộng                 | Tổng cộng                 | 46       | 18       | —            | —            | —        | —        | —    | —    | 46        | 18        |
| Real Madrid Castilla | 2013–14                   | Segunda División          | 1        | 0        | —            | —            | —        | —        | —    | —    | 1         | 0         |
| Real Madrid Castilla | 2014–15                   | Segunda División B        | 10       | 5        | —            | —            | —        | —        | —    | —    | 10        | 5         |
| Real Madrid Castilla | 2015–16                   | Segunda División B        | 33       | 27       | —            | —            | —        | —        | 4    | 2    | 37        | 29        |
| Real Madrid Castilla | Tổng cộng                 | Tổng cộng                 | 44       | 32       | —            | —            | —        | —        | 4    | 2    | 48        | 34        |
| Real Madrid          | 2016–17                   | La Liga                   | 8        | 1        | 5            | 4            | 1        | 0        | —    | —    | 14        | 5         |
| Lyon                 | 2017–18                   | Ligue 1                   | 34       | 18       | 2            | 1            | 9        | 2        | —    | —    | 45        | 21        |
| Lyon                 | 2018–19                   | Ligue 1                   | 3        | 0        | 0            | 0            | 0        | 0        | —    | —    | 3         | 0         |
| Lyon                 | Tổng cộng                 | Tổng cộng                 | 37       | 18       | 2            | 1            | 9        | 2        | 0    | 0    | 48        | 21        |
| Real Madrid          | 2018–19                   | La Liga                   | 13       | 3        | 1            | 0            | 5        | 1        | —    | —    | 19        | 4         |
| Real Madrid          | 2019–20                   | La Liga                   | 5        | 1        | 2            | 0            | 0        | 0        | 0    | 0    | 7         | 1         |
| Real Madrid          | 2020–21                   | La Liga                   | 16       | 1        | 1            | 0            | 4        | 0        | 1    | 0    | 22        | 1         |
| Real Madrid          | 2021–22                   | La Liga                   | 9        | 1        | 1            | 0            | 1        | 0        | 0    | 0    | 11        | 1         |
| Real Madrid          | 2022–23                   | La Liga                   | 9        | 0        | 0            | 0            | 1        | 0        | 1    | 0    | 11        | 0         |
| Real Madrid          | Tổng cộng tại Real Madrid | Tổng cộng tại Real Madrid | 60       | 7        | 10           | 4            | 12       | 1        | 2    | 0    | 84        | 12        |
| Sevilla              | 2023–24                   | La Liga                   | 9        | 0        | 1            | 0            | 3        | 0        | 0    | 0    | 13        | 0         |
| Alavés               | 2025–26                   | La Liga                   | 0        | 0        | 0            | 0            | —        | —        | —    | —    | 0         | 0         |
| Tổng cộng sự nghiệp  | Tổng cộng sự nghiệp       | Tổng cộng sự nghiệp       | 199      | 75       | 14           | 6            | 24       | 3        | 6    | 2    | 243       | 86        |

1. ↑  Bao gồm Copa del Rey, Coupe de France
2. ↑  Số lần ra sân tại Segunda División B play-offs
3. 1 2 3 4 5 6  Số lần ra sân tại UEFA Champions League
4. ↑  Số lần ra sân tại UEFA Europa League
5. ↑  Số lần ra sân tại Supercopa de España
6. ↑  Số lần ra sân tại FIFA Club World Cup

### Quốc tế
Tính đến 25 tháng 3 năm 2025
| Đội tuyển quốc gia | Năm       | Trận | Bàn |
| ------------------ | --------- | ---- | --- |
| Cộng hòa Dominica  | 2013      | 1    | 1   |
| Cộng hòa Dominica  | 2025      | 1    | 1   |
| Tổng cộng          | Tổng cộng | 2    | 2   |

Tỉ số và kết quả liệt kê bàn thắng của Cộng hòa Dominica trước.
| No. | Ngày                | Địa điểm                                                        | Đối thủ     | Bàn thắng | Kết quả | Giải đấu |
| --- | ------------------- | --------------------------------------------------------------- | ----------- | --------- | ------- | -------- |
| 1   | 24 tháng 3 năm 2013 | Estadio Panamericano, San Cristóbal, Cộng hòa Dominica          | Haiti       | 3–0       | 3–1     | Giao hữu |
| 2   | 25 tháng 3 năm 2025 | Estadio Cibao FC, Santiago de los Caballeros, Cộng hòa Dominica | Puerto Rico | 1–0       | 2–0     | Giao hữu |

## Danh hiệu

#### Real Madrid
- La Liga: 2016–17, 2019–20, 2021–22
- Copa del Rey: 2022–23
- Supercopa de España: 2019–20, 2021–22
- UEFA Champions League: 2016–17, 2021–22
- UEFA Super Cup: 2017, 2022
- FIFA Club World Cup: 2016, 2018, 2022